# Goldbachova–Eulerova věta
V matematice znamená Goldbachova-Eulerova věta (známá také jako Goldbachova věta) skutečnost, že suma čísel 1/(p − 1) přes množinu perfektních mocnin P (kromě 1), se rovná 1:
{\displaystyle \sum _{p\in P}{\frac {1}{p-1}}={{\frac {1}{3}}+{\frac {1}{7}}+{\frac {1}{8}}+{\frac {1}{15}}+{\frac {1}{24}}+{\frac {1}{26}}+{\frac {1}{31}}}+\cdots =1.}